# Liste der Landschaftsschutzgebiete im Landkreis Unterallgäu
Im Landkreis Unterallgäu gibt es acht Landschaftsschutzgebiete. (Stand: November 2018)
(Stand: November 2018)

## Hinweise zu den Angaben in der Tabelle
- Gebietsname: Amtliche Bezeichnung des Schutzgebietes
- Bild/Commons: Bild und Link zu weiteren Bildern aus dem Schutzgebiet
- LSG-ID: Amtliche Nummer des Schutzgebietes
- WDPA-ID: Link zum Eintrag des Schutzgebietes in der World Database on Protected Areas
- Wikidata: Link zum Wikidata-Eintrag des Schutzgebietes
- Ausweisung: Datum der Ausweisung als Schutzgebiet
- Gemeinde(n): Gemeinden, auf denen sich das Schutzgebiet befindet
- Lage: Geografischer Standort
- Fläche: Gesamtfläche des Schutzgebietes in Hektar
- Flächenanteil: Anteilige Flächen des Schutzgebietes in Landkreisen/Gemeinden, Angabe in % der Gesamtfläche
- Bemerkung: Besonderheiten und Anmerkungen

Bis auf die Spalte Lage sind alle Spalten sortierbar.
| Gebietsname | Bild/Commons   | LSG-ID       | WDPA-ID | Wikidata  | Ausweisung | Gemeinde(n) | Lage     | Fläche ha | Flächenanteil | Bemerkung |
| --- | -------------- | ------------ | ------- | --------- | ---------- | ----------- | -------- | --------- | --- | --------- |
| Augsburg - Westliche Wälder                                                                                           | weitere Bilder | LSG-00417.01 | 395925  | Q59608104 | 1988       |             | Position | 69892,76  | Augsburg (2,2 %), Landkreis Augsburg (61,1 %), Landkreis Dillingen an der Donau (10,0 %), Landkreis Günzburg (15,7 %), Landkreis Unterallgäu (10,1 %), Landkreis Donau-Ries (0,9 %) |           |
| Hochfirst (Landschaftsschutzgebiet)                                                                                   | weitere Bilder | LSG-00426.01 | 395934  | Q59608106 | 1988       |             | Position | 605,28    | Landkreis Unterallgäu (100 %) |           |
| Illerauen nördlich von Buxheim                                                                                        | weitere Bilder | LSG-00491.01 | 395999  | Q59614164 | 1995       |             | Position | 590,72    | Landkreis Unterallgäu (100 %) |           |
| Mühlbachtal | weitere Bilder | LSG-00454.01 | 395962  | Q59608107 | 1991       |             | Position | 684,11    | Landkreis Unterallgäu (71 %), Landkreis Oberallgäu (29,0 %) |           |
| Schutz von Landschaftsteilen beiderseits der Iller in den Gemarkungen Legau, Maria Steinbach, Grönenbach und Kronburg | weitere Bilder | LSG-00262.01 | 395740  | Q59608102 | 1973       |             | Position | 888,49    | Landkreis Unterallgäu (99,9 %) |           |
| Schutz von Landschaftsteilen südlich und östlich der Iller                                                            |                | LSG-00259.01 | 395737  | Q59608100 | 1973       |             | Position | 142,87    | Memmingen (83,7 %), Landkreis Unterallgäu (16,3 %) |           |
| Untere Iller bei Kardorf                                                                                              | weitere Bilder | LSG-00352.01 | 395860  | Q59608103 | 1983       |             | Position | 65,52     | Landkreis Unterallgäu (99,9 %) |           |
| Wertachauen im Landkreis Unterallgäu                                                                                  | weitere Bilder | LSG-00460.01 | 395968  | Q59608109 | 1992       |             | Position | 692,07    | Landkreis Unterallgäu (100 %) |           |